# Теория r/K-отбора

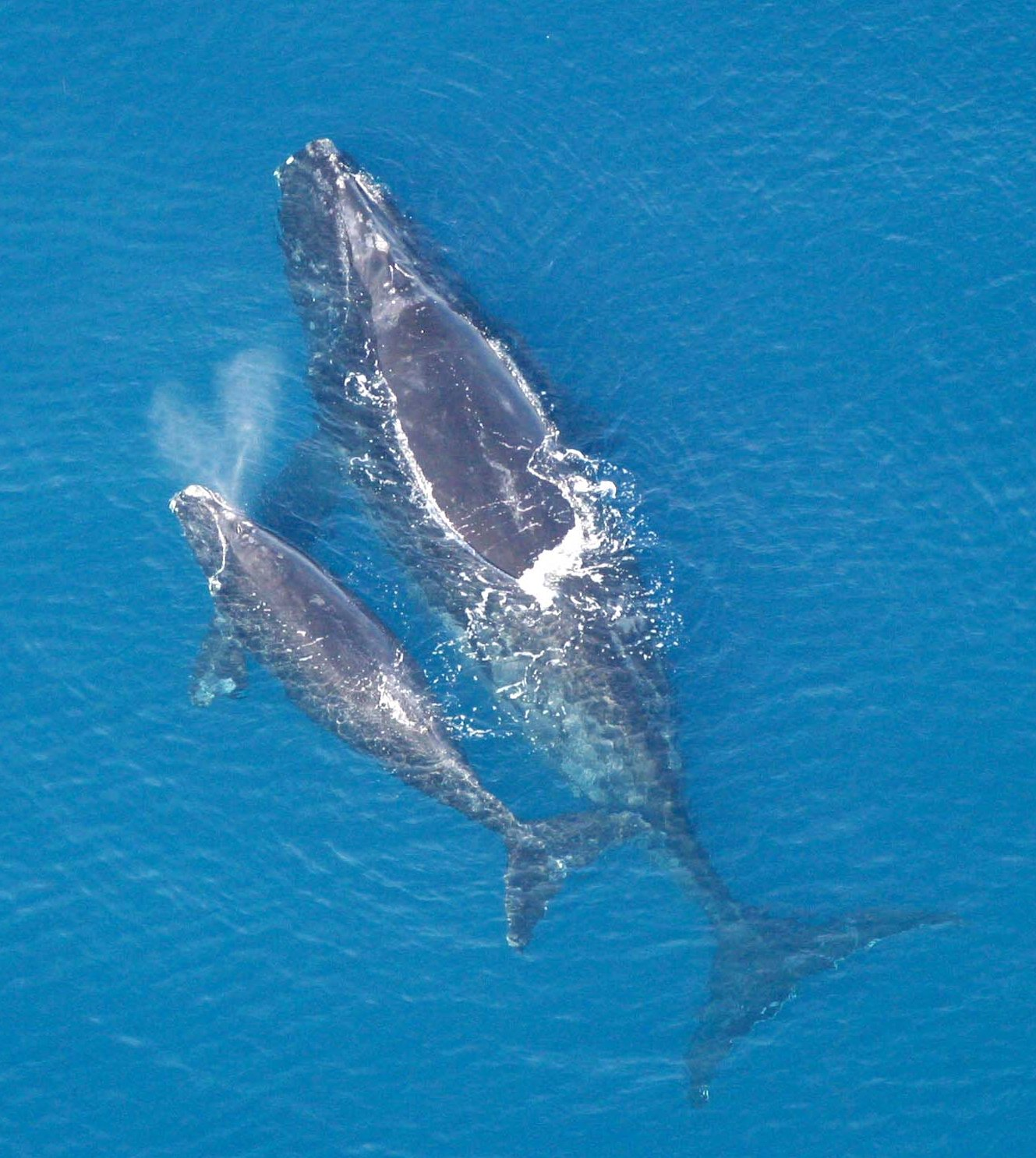
Северный гладкий кит с единственным детёнышем — типичный пример стратегии K, для которой характерны небольшое потомство, продолжительная беременность, долгий период ухаживания за детьми и относительно по́зднее достижение половой зрелости

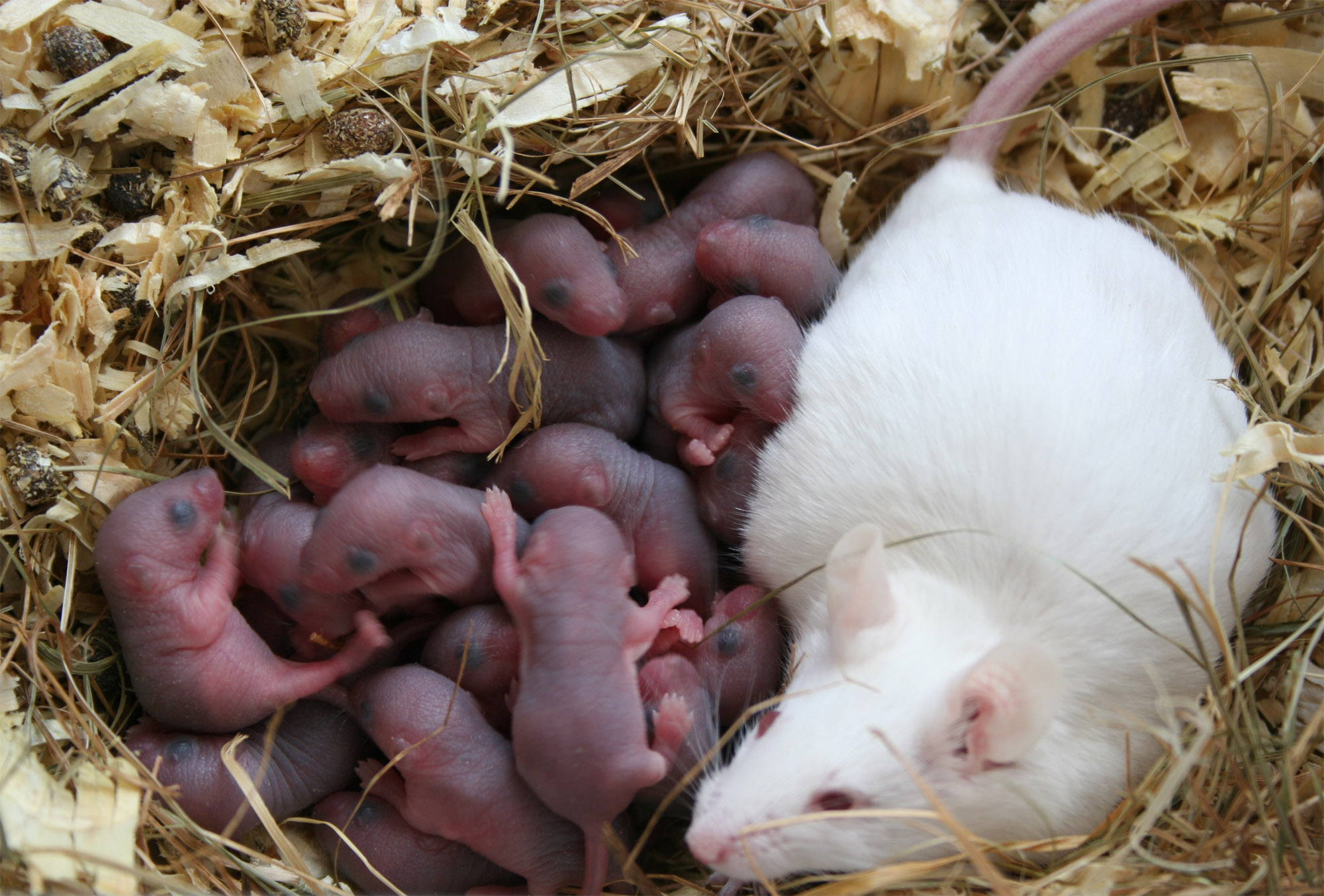
Крысиный приплод. Размножение грызунов происходит по стратегии r, которая характеризуется больши́м потомством и быстрым развитием на всех стадиях жизни

Теория r/K‑отбора  — экологическая теория, определяющая две различные природные стратегии размножения живых организмов, при определённых обстоятельствах обеспечивающие оптимальную численность для данного вида. Теория была разработана двумя американскими экологами — Робертом МакАртуром и Эдвардом Уилсоном, и изложена ими в 1967 году в работе «Теория островной биогеографии» (англ. The Theory of Island Biogeography). Наибольшую популярность приобрела среди сторонников эвристического подхода. В 1990‑х годах была подвергнута критике нескольких эмпирических исследований.

## Общее представление
Согласно теории, естественный отбор в процессе эволюции происходит по одному из двух возможных сценариев или стратегий.
Способность организмов тратить разное количество ресурсов на размножение сформировалась в процессе естественного отбора и является специфическим признаком вида. По размеру затрат энергии, необходимой для размножения, виды организмов можно разделить на две группы: рудералы (r-стратеги) и конкуренты (К-стратеги).
В первом случае независимо от индивидуальной приспособленности организмов условия среды приводят к случайной гибели особей определенного вида. Так возникает r-стратегия, присущая, например, большинству насекомых, грызунов, однолетних растений. Эти организмы имеют невысокую продолжительность жизни, короткие жизненные циклы, небольшие размеры, высокую рождаемость, обычно один период размножения в течение жизни, способность к переживанию неблагоприятных периодов в состоянии покоя. За счет большой численности и быстрого развития r-стратеги первыми занимают новые среды обитания. Большинство потомков этих организмов не выживают, поэтому их численность очень сильно колеблется во времени.
Во втором случае особи популяций вида в большей степени выживают благодаря индивидуальной приспособленности, вступая в межвидовую или внутривидовую конкуренцию. Такую совокупность приспособлений называют K-стратегия. Организмы, которые имеют такую стратегию адаптации, характеризуются низкой смертностью на ранних этапах развития и высокой продолжительностью жизни. Благодаря высокой приспособленности практически все потомство выживает, поэтому их численность колеблется очень слабо. Им свойственна повышенная защищенность от хищников, различные формы заботы о потомках. Такая стратегия адаптации характерна, например, для крупных млекопитающих, древесных растений.
Эти стратегии, названные r и K, математически взаимосвязаны уравнением популяционной динамики Ферхюльста (англ. Verhulst equation):
{\displaystyle {\frac {dN}{dt}}=rN\left(1-{\frac {N}{K}}\right)\qquad }
где N — численность (или плотность численности) популяции, dN / dt — текущая скорость её роста, r — предельная скорость её роста (коэффициент размножения), а K — переносимый объём (предельная численность или плотность численности популяции, при которой популяция ещё может существовать в равновесии с биотой).
Организмы, придерживающиеся r‑стратегии (так называемые «оппортунистические»), стремятся к максимально возможной скорости роста численности (параметр r). Потомство таких видов с большой вероятностью не доживает до зрелого возраста. Организмы, придерживающиеся K‑стратегии («равновесные»), наоборот, находятся в состоянии равновесия со своими ресурсами и воспроизводят относительно мало, однако стремятся вложить в потомство как можно больше.

## r / K‑отбор и устойчивость к воздействиям внешней среды
В нестабильной или непредсказуемой окружающей среде преобладает r‑стратегия, так как в этом случае ключевую роль играет способность быстрого размножения, а адаптационные механизмы, позволяющие конкурировать с другими организмами, ввиду быстро изменяющихся условий не столь важны. Характерными чертами r‑стратегии являются высокая плодовитость, небольшие размеры, относительно короткое время жизни поколения и способность быстрого и широкого распространения. Среди организмов, в ходе эволюции пришедших к r‑стратегии, встречаются бактерии и диатомовые водоросли, насекомые и травянистые растения, а также головоногие и некоторые млекопитающие (особенно небольшие грызуны).
Если окружающая среда более‐менее постоянная, то в ней преобладают организмы с K‑стратегией, так как в этом случае на первое место выходит способность успешно конкурировать с другими организмами в условиях ограниченных ресурсов. Популяция K‑стратегов, как правило, постоянна и близка к максимально возможной в данных условиях. Характерными чертами K‑стратегии являются большие размеры, относительно долгий промежуток жизни и малое потомство, на воспитание которого отводится значительная часть времени. Типичными K‑стратегами являются крупные животные — слоны, бегемоты, киты, а также человекообразные обезьяны и человек.
Сравнительный анализ обеих стратегий представлен в следующей таблице:
| Характеристика                            | r‑стратегия | K‑стратегия |
| ----------------------------------------- | --- | --- |
| Численность популяции                     | Очень изменчива, может быть больше K                                                                                        | Обычно близка к K |
| Оптимальный тип местообитания или климата | Изменчивый и (или) непредсказуемый                                                                                          | Более-менее постоянный, предсказуемый                                                                                                   |
| Смертность                                | Обычно катастрофическая | Небольшая |
| Размер популяции                          | Изменчивый во времени, неравновесный                                                                                        | Относительно постоянный, равновесный |
| Конкуренция                               | Обычно острая | Часто слабая |
| Онтогенетические особенности              | Быстрое развитие Раннее размножение Небольшие размеры Единственное размножение Много потомков Короткая жизнь (менее 1 года) | Относительно медленное развитие Позднее размножение Крупные размеры Многократное размножение Мало потомков Долгая жизнь (больше 1 года) |
| Способность к расселению                  | Быстрое и широкое расселение                                                                                                | Медленное расселение |

## r⁠–⁠K как непрерывный спектр
Несмотря на то, что часть организмов являются исключительно r‑ или K‑стратегами, большинство всё же имеют промежуточные характеристики между этими двумя крайними противоположностями. Например, у деревьев наблюдаются такие присущие K‑стратегии черты, как долголетие и большая конкурентоспособность. Однако они вырабатывают большое количество диаспор и широко их распространяют, что присуще r‑стратегам.

## Экологическая сукцессия
В регионах, где происходят крупные экологические катаклизмы, такие как например это случилось после извержения вулкана на о. Кракатау в Индонезии или на горе Сент-Хеленс в штате Вашингтон, США, r‑ и K‑стратегии играют очень важную роль в экологической сукцессии (или последовательности), которая восстанавливает баланс экосистемы. Как правило, основную роль здесь играет r‑стратегия благодаря своей высокой репродуктивности и экологическому оппортунизму. Вследствие такой стратегии флора и фауна быстро увеличивают свой потенциал, и по мере восстановления равновесия с окружающей средой (в экологии — климаксное сообщество), последователи K‑стратегии постепенно выходят на первый план.